# آوریل ایالا
آوریل ایالا (انگلیسی: Oriol Ayala؛ زادهٔ ۱۹ اکتبر ۱۹۹۶) بازیکن فوتبال اهل اسپانیا است.